# Хрупкие вещи: Сказки и истории
Хрупкие вещи: Сказки и истории (англ. Fragile Things: Short Fictions and Wonders) — сборник коротких рассказов и стихотворений, написанных английским фантастом Нилом Гейманом. Некоторые из них были удостоены ряда престижных наград, таких как премия «Локус» и «Хьюго».

## Содержание
- Картограф (англ. The Mapmaker) — короткая история, представленная в предисловии
- Этюд в изумрудных тонах (англ. A Study in Emerald) — кроссовер Мифов Ктулху и Шерлока Холмса, написанный для антологии «Тени над Бейкер-стрит» (англ. Shadows Over Baker Street)
- Эльфийский рил (англ. The Fairy Reel)
- Октябрь в председательском кресле (англ. October in the Chair)
- Тайная комната (англ. The Hidden Chamber)
- Недозволенные невесты безликих невольников в безымянном доме ночью ужасного хотения (англ. Forbidden Brides of the Faceless Slaves in the Secret House of the Night of Dread Desire)
- Крупицы воспоминаний (англ. The Flints of Memory Lane)
- После закрытия (англ. Closing Time)
- Стану лесовиком (англ. Going Wodwo)
- Горькие зерна (англ. Bitter Grounds)
- Другие люди (англ. Other People)
- Сувениры и сокровища: история одной любви (англ. Keepsakes and Treasures: A Love Story)
- Басовый ключ (англ. Good Boys Deserve Favors)
- Факты по делу об исчезновении мисс Финч (англ. The Facts in the Case of the Departure of Miss Finch)
- Странные девочки (англ. Strange Little Girls)
- Арлекинка (англ. Harlequin Valentine)
- Замки (англ. Locks)
- Проблема Сьюзен (англ. The Problem of Susan)
- Инструкции (англ. Instructions)
- Как ты думаешь, что я чувствую? (англ. How Do You Think It Feels?)
- Моя жизнь (англ. My Life)
- Пятнадцать цветных карт из Таро вампира (англ. Fifteen Painted Cards from a Vampire Tarot)
- Едоки и кормильцы (англ. Feeders and Eaters)
- Недуготворческий криз (англ. Diseasemaker's Croup)
- В конце (англ. In the End)
- Голиаф (англ. Goliath)
- Страницы из дневника, найденного в коробке из-под обуви, забытой в рейсовом автобусе где-то между Тулсой, Оклахома и Луисвиллем, Кентукки (англ. Pages from a Journal Found in a Shoebox Left in a Greyhound Bus Somewhere Between Tulsa, Oklahoma, and Louisville, Kentucky)
- Как общаться с девушками на вечеринках (англ. How to Talk to Girls at Parties)
- День, когда приземлились тарелки (англ. The Day the Saucers Came)
- Жар-птица (англ. Sunbird)
- Сотворение Аладдина (англ. Inventing Aladdin)
- Повелитель Горной долины (англ. The Monarch of the Glen) — сиквел романа Американские боги